# 克里夫蘭鎮區 (內布拉斯加州卡明縣)
克里夫蘭鎮區（英語：Cleveland Township）是位於美國內布拉斯加州卡明縣的一個行政鎮區。

## 地方資料
克里夫蘭鎮區的面積為92.46平方千米，皆為陸地。根據2020年美國人口普查的數據，當地共有人口177人，而人口密度為每平方千米1.91人。